# ナンシー・クワン
ナンシー・クワン（Nancy Kwan, 中国名: 關家蒨/Guān Jiāqiàn/Kwan Ka-shin, 1939年5月19日 - ）は、アメリカ合衆国の女優である。ハーフであるクワンはメジャーなハリウッド映画で、アジア系の重要な役を演じた。彼女の美貌は広く賞賛され、1960年代を代表するセックス・シンボルとされた。

## 人物と経歴
クワンは中国人で建築家の父と、スコットランド人でモデルの母の元、香港に生まれた。両親は彼女が2歳の時に離婚した。1941年12月、太平洋戦争が開戦し、クワンは父と兄弟と共に中国に身を隠した。
一家は終戦後、香港に戻り、クワンはイギリスに留学。ロイヤル・バレエ団のバレエ学校に学び、コヴェント・ガーデンの『白鳥の湖』と『眠れる森の美女』に参加した。彼女はバレエ学校を卒業し、バレエ教師の資格を手にするが、イギリスで映画プロデューサーのレイ・スタークに見いだされた。
当時、映画におけるアジア人は、しばしばアジア風のメイクアップを施した白人の俳優、女優によって演じられた。しかし、スタークは18歳のクワンを『スージー・ウォンの世界』（1960年）の主役・スージーに抜擢した。スージーは、芸術家のロバート・ローマクス(ウィリアム・ホールデン)を魅了する、美しく自由闊達な香港の売春婦という役である。
続いてクワンは翌年、ヒットミュージカルの映画化作品『フラワー・ドラム・ソング』（1961年）に主演し、ハリウッドで最も活躍するアジア系女優のひとりになった。（ちなみに、『フラワー…』の母親役は、ハリウッドで中国系であるゆえの差別に苦しみ続けたアンナ・メイ・ウォンが、渇望しながらもついに演じることができなかった役である）
クワンは1960年には雑誌『ライフ』の表紙を飾り、1963年には映画『The Wild Affair』で見せた、ヴィダル・サスーン考案のボブ・カットでファッションアイコンとなった。その左右不揃いなヘアスタイルは60年代を通じてカットの基本やバリエーションを生み、現代に受け継がれている。
クワンは60年代、数本の映画に主演し、合間にテレビシリーズ『ハワイ5-0』に出演した。『ハワイ…』の撮影が終わるまでの間、クワンはアメリカとヨーロッパを行き来した。
のちにクワンは、オーストリア人のスキーインストラクターと結婚し、息子のバーニーを生んだ。しかし、バーニーは1996年、エイズにより33歳で亡くなった。 
1972年、クワンは故郷の香港に戻り、彼女の危篤の父に付き添った。父親の死後、彼女はディレクターでプロデューサーのノーバート・マイゼルと結婚し、1979年にアメリカに戻った。 
帰国以降、クワンは脇役で多数の作品に出演している。また、彼女は『燃えよ!カンフー』、『特攻野郎Aチーム』、『ER緊急救命室』など、多数のテレビの創作に関わっている。1990年にはテレビのコマーシャルにも出演した。
現在、クワンはアジア系アメリカ人有権者連合のスポークスパーソンとして政界で活動している。

## 主な出演作
- スージー・ウォンの世界 The World of Suzie Wong (1960)
- フラワー・ドラム・ソング Flower Drum Song (1961)
- 不時着 Fate is the Hunter (1964)
- 南海征服 Lt. Robin Crusoe, U.S.N. (1965)
- 大爆発 The Corrupt Ones (1966)
- サイレンサー/破壊部隊 Wrecking Crew (1968)
- ドラゴン/ブルース・リー物語 Dragon: The Bruce Lee Story (1993)